# Trigonura gladiator
Trigonura gladiator är en stekelart som först beskrevs av Walker 1862.  Trigonura gladiator ingår i släktet Trigonura och familjen bredlårsteklar. Inga underarter finns listade i Catalogue of Life.